# Braintree (Massachusetts)
Braintree is een plaats (town) in Massachusetts, Verenigde Staten, ongeveer 20km ten zuiden van het centrum van Boston. Braintree had 33.828 inwoners bij de volkstelling van 2000.

## Geschiedenis
Braintree werd officieel gegrondvest in 1640 op land dat al in 1625 door Captain Wollaston werd gekoloniseerd. De plaats werd genoemd naar de stad Braintree in Essex in Engeland.
Het oude Braintree was de geboorteplaats van de Amerikaanse presidenten John Adams en John Quincy Adams, al staat hun geboortehuis nu in de er naastgelegen stad Quincy, een deel van het toenmalige Braintree dat in 1792 een zelfstandige gemeente werd. Ook de staatsman John Hancock en beeldhouwer Richard E. Brooks werden in Braintree geboren.
In Braintree vonden ook de beruchte Sacco en Vanzetti moorden plaats.

## Geboren
- Henry Hope (1735-1811), bankier
- John Hancock (1737-1793), voorzitter van het 2e Continentaal Congres dat de Amerikaanse Onafhankelijkheidsverklaring aannam
- John Quincy Adams (1767-1848), 6e president van de Verenigde Staten (1825-1829)
- Richard E. Brooks (1865-1911), beeldhouwer
- Priscilla Chan (1985), filantroop en kinderarts

## Plaatsen in de nabije omgeving
De onderstaande figuur toont nabijgelegen plaatsen in een straal van 8 km rond Braintree.